# Kerju
Kerju este o arie protejată (arie specială de conservare — SAC, sit de importanță comunitară — SCI) din Estonia întinsă pe o suprafață de 79 ha, integral pe uscat.

## Localizare
Centrul sitului Kerju este situat la coordonatele 58°05′54″N 22°33′30″E / 58.0984°N 22.5582°E.

## Înființare
Situl Kerju a fost declarat sit de importanță comunitară în aprilie 2004 pentru a proteja 1 specie de animale. Situl a fost protejat și ca arie specială de conservare în decembrie 2005.

## Biodiversitate
Situată în ecoregiunile boreală și marină baltică, aria protejată conține 1 habitat natural: Insulițe și insule mici din Baltica boreală.
La baza desemnării sitului se află o specie protejată de  mamifere: Halichoerus grypus.